# Röthenbach (Bad Brambach)
Röthenbach ist ein Ortsteil von Bad Brambach im sächsischen Vogtlandkreis.

## Geographie
Röthenbach ist eine Streusiedlung nördlich des ebenfalls zu Bad Brambach gehörenden Bärendorf. Beide Siedlungen liegen etwa 500 m von der Deutsch-Tschechischen Grenze entfernt und damit an der Grenze des Sächsischen zum Böhmischen Vogtland im äußersten Süden Sachsens. Röthenbach liegt etwa 300 m nördlich von Bärendorf und besteht aus etwa 4 Gebäudekomplexen, die entlang des gleichnamigen Röthenbaches liegen.

## Geschichte
Röthenbach wurde spätestens 1395 als Rotenbach, Dorf Rotempych pey dem Schonperge [Dorf Röthenbach bei Schönberg] erstmals erwähnt. Spätere Nennungen sind Rodenbach (1442), Rötenbach (1578), Rodenbach (1643) und Röthenbach b. Adorf (1875). Röthenbach gehörte zum Amt Voigtsberg im Vogtländischen Kreis, später zum Gerichtsamt Adorf und dem (Land-)Kreis Oelsnitz, bis dieser im heutigen Vogtlandkreis aufging. Fraglich ist, ob Röthenbach durchgängig besiedelt, oder zeitweilig wüst war.

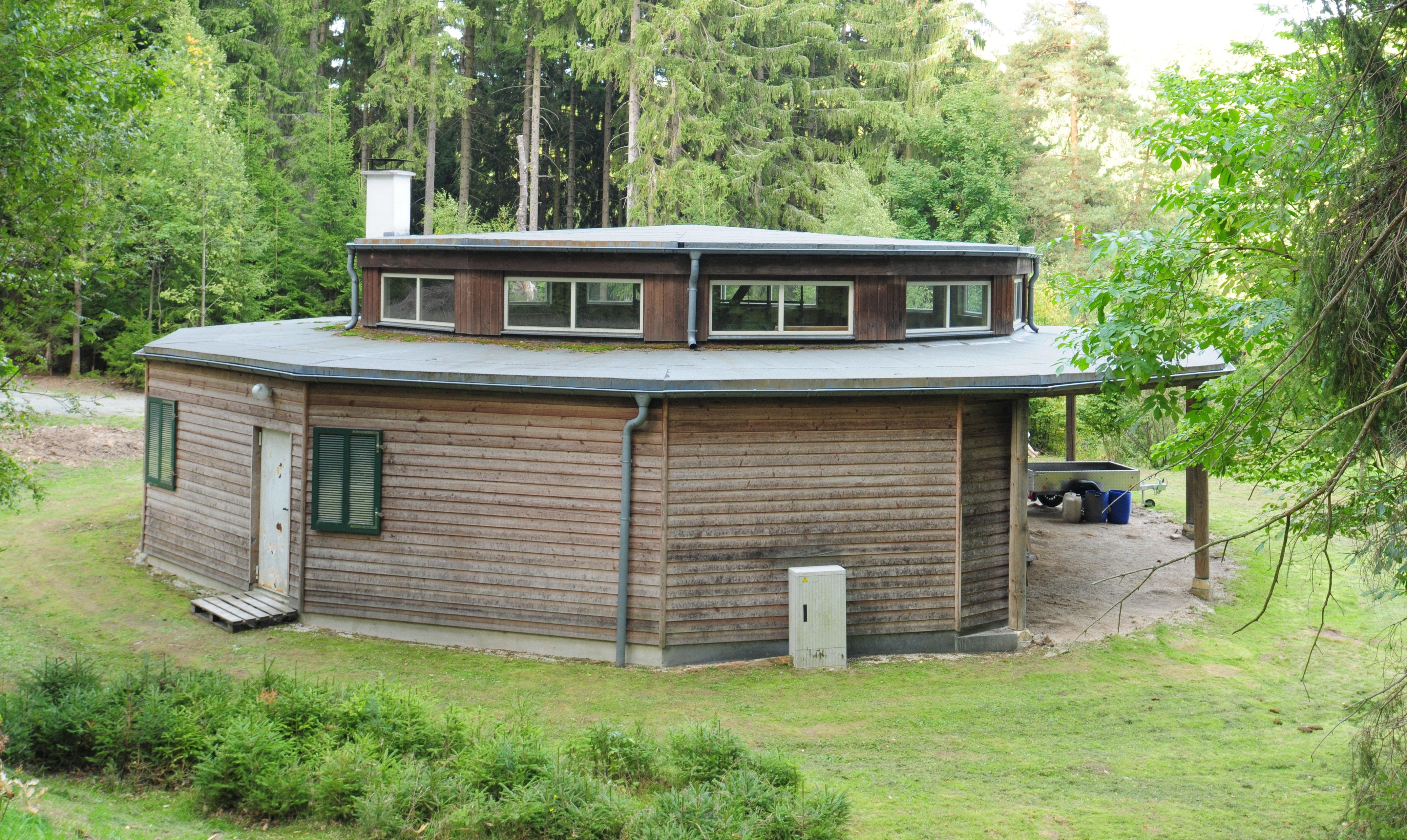
Waldpavillon bei Röthenbach

| Jahr          | 1843 | 1871 | 1890 |
| ------------- | ---- | ---- | ---- |
| Einwohnerzahl | 17   | 18   | 18   |

### Denkmale
Im Röthenbachtal befindet sich ein Duellstein, der an den in einem Duell im Jahre 1703 erstochenen Phillip Sigismund von Schirnding zu Brambach erinnert. Der Duellstein steht unter Kulturdenkmalschutz.
In Röthenbach befindet sich außerdem ein in den 1930er Jahren erbauter Pavillon, der Kurgästen als Ausflugsziel dient.

## Belege
1. ↑  Röthenbach (1) – HOV | ISGV. Abgerufen am 17. Dezember 2023.
2. ↑  GESCHICHTE. Abgerufen am 17. Dezember 2023.